# إيل خان يرليكايا
إيلْ خان يَرْليكايا (بالتركية: İlhan Yerlikaya)‏, (ولد: 20 ديسمبر 1960, «ميدانلي» في قونية, تركيا) أكاديمي وسياسي تركي. ونائب سابق في البرلمان التركي في دورته (24) ممثلا عن حزب العدالة والتنمية.